# Halhatatlanok (Perzsa Birodalom)

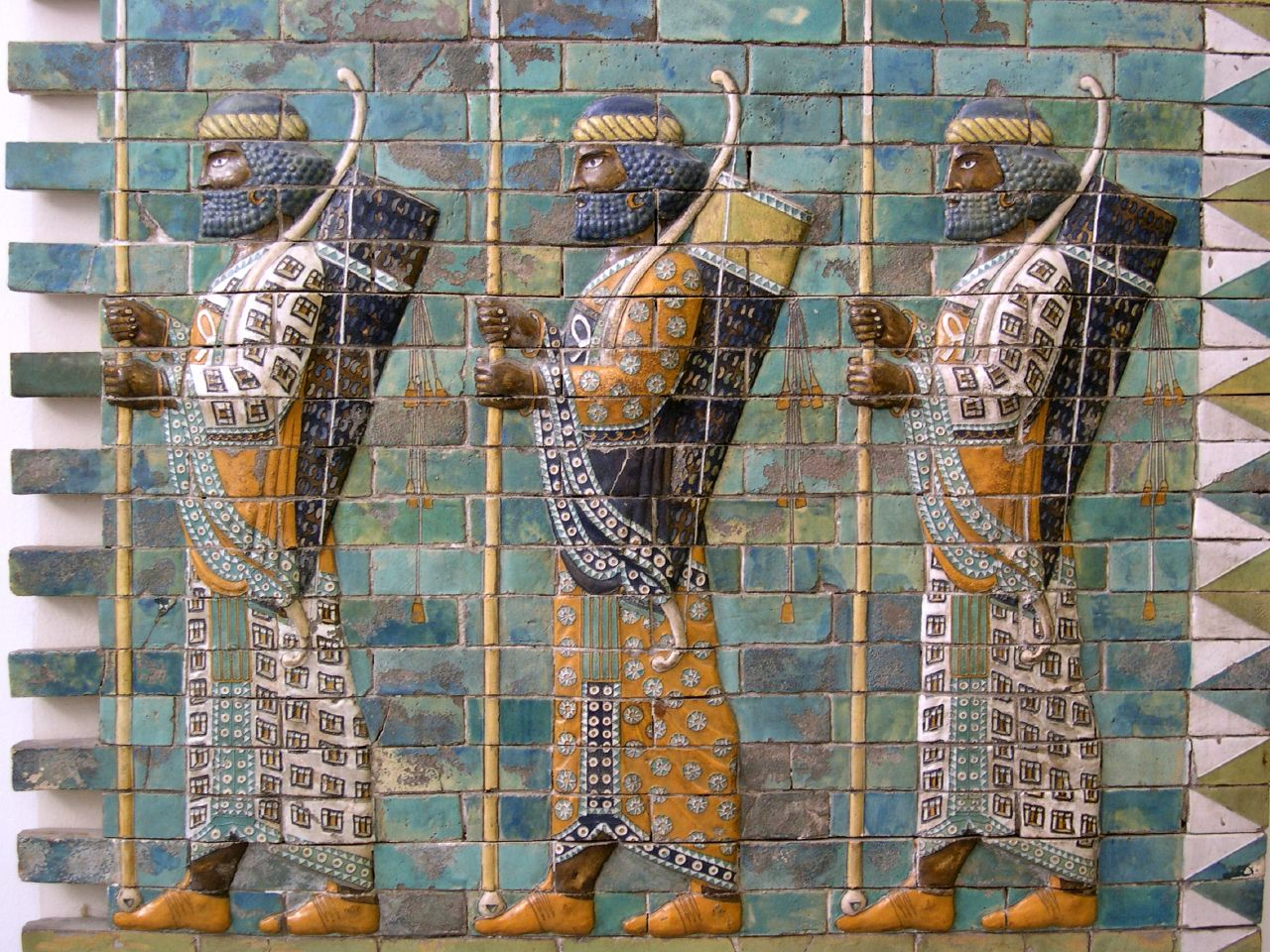
A Berlini múzeum kiállításán látható ábrázolás a halhatatlanokról

A halhatatlanok gárdája a óperzsa hadseregben létező elitegység elnevezése. Onnan nyerte nevét, hogy az elesettek helyébe azonnal megfelelő számú embert soroztak közéjük, így létszámuk változatlan maradt (10 000 fő).
A perzsák fanatikus elit alakulata, az uralkodó tízezer fős testőrsége, akik csak perzsa és méd születésű ifjakból kerülhettek ki. Fegyverzetük: íj és rövid vaslándzsa, tőr és rövid – oroszlánfejekkel díszített markolatú – kard. Fémpikkelyekből álló páncélt viseltek, és könnyű – kevés védelmet nyújtó – bőrpajzzsal védekeztek. Fejükön díszes kendőt viseltek, lábukon puha lábbelit hordtak. Az uralkodó mindig gondoskodott tökéletes ellátásukról.

## A testőrség megalapítása
II. Kürosz hozta létre azt a tízezer lándzsásból (dorüphorész) álló, alacsony származású perzsákból kiállított testőrséget, amelynek feladata az uralkodó biztonságának őrzése volt. Körülvették a palotát, amikor éppen ott tartózkodott, amikor úton volt, az útvonalat biztosították és őrizték a sátrát. „Halhatatlanok”-ként emlegették őket, mert amikor egyikük meghalt, valaki azonnal átvette a helyét. Lándzsájukat ezüst gránátalma díszítette, fényűző ruházatuk sárgában és bíborszínben pompázott és arany ékszereket viseltek. Soraikból került ki a nagy király bizalmasa, a sziliárk által vezényelt ezerfős elitalakulat, amelynek a tagjai különleges kiváltságokkal rendelkeztek. Kizárólag ők hordhattak olyan lándzsát, amelyet arany alma díszített, innen is származott melorophoi (almaviselő) elnevezésük. I. Dareiosz testőreinek ábrázolása a szúzai mázas cserép domborműveken és a perszepoliszi frízeken egyaránt felbukkan.

## A halhatatlanok fegyverzete

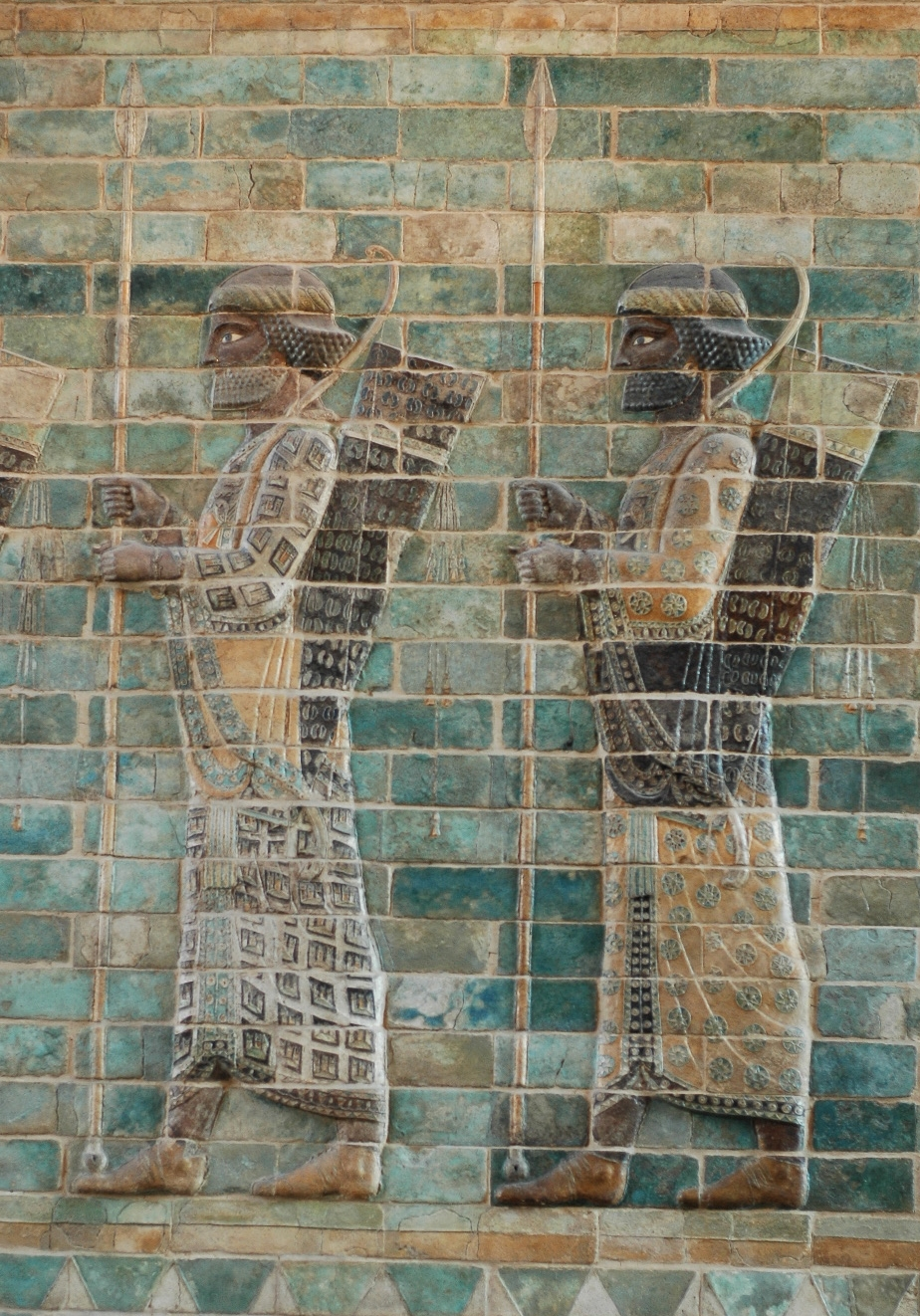
Perzsa téglamozaik

Fegyverzetük: kalcit[forrás?] íj és rövid vaslándzsa, tőr és rövid – oroszlánfejekkel díszített markolatú – kard.

## Thermopülai csata
A csata ötödik napján - minthogy a görögök nem mentek el - Xerxész megindította a támadást ellenük. A médeket és a kissziaiakat vetette be először, de egész napos csata során sem sikerült áttörni a görög vonalakon. A médek veresége után Xerxész a Hüdarnész vezérelte "halhatatlanokat" vetette be abban a hitben, hogy ők majd elintézik a görögöket. De ők sem jártak jobban, mivel szűk helyen kellett harcolniuk a helléneknél rövidebb dárdákkal és gyenge páncélzatban, és hiába voltak többen, nem tudták eme előnyüket kihasználni. A spártaiak a hoplita fegyverzetben, páncélzatban és a phalanx harcmodorral legyőzték a perzsák elit alakulatát.

## Utolsó felvonás: Gaugaméla
A halhatatlanok elit jellege egyébként sem a kiképzésben vagy a fegyverzetben volt, hanem a származásból következett. Bár a főleg zsoldosokból és leigázott népek tagjaiból sorozott perzsa hadseregben a halhatatlanok voltak a legütőképesebbek, a hadrafoghatóságuk a „hazafias” hozzáállásból fakadt, nem a tényleges, objektív harcértékből. Ez a körülmény jelentette a halhatatlanok alakulatának végzetét is. A későbbiekben már főleg a politikai elit sarjait vették be a halhatatlanok közé, kiképzést már egyáltalán nem kaptak, mert az előkelő rétegek ifjai ezt zokon vették volna. Az Óperzsa Birodalom bukása idejére már teljesen haszontalan, bevethetetlen vízfejjé vált a perzsa hadseregben, minden tekintetben felülmúlták őket a perzsa hadsereg görög zsoldoscsapatai. Emellett a makedón phalanx új fegyvere, a szarisza már esélyt sem adott arra, hogy a halhatatlanok rendszeresített fegyverzete hatásos legyen. A halhatatlanok utolsó bevetése a gaugamélai csata alkalmával teljes kudarc volt.
A modernkori Iránban, az ó-perzsa mintákat előszeretettel mímelő Reza Pahlavi sah szintén létrehozott egy Halhatatlanoknak nevezett elit gárdát, amely az uralkodó személyes testőrségét és a hadserege magvát alkotta, egész az 1979-es iráni forradalomig.